# Csernik
Csernik, Cserniktelep, falu Ukrajnában, Kárpátalján, a Munkácsi járásban.

## Fekvése
Szolyva délkeleti szomszédjában, Szolyva és Malmos közt fekvő település.

## Népesség
A 238 méter tengerszint feletti magasságban fekvő településnek a 2001 évi népszámláláskor 560 lakosa volt.